# Elendil
Elendil este un personaj ficțional din Pământul de Mijloc, univers creat de J.R.R. Tolkien, care apare în Stăpânul inelelor, Silmarillion și Povești neterminate.